# Girls On Top (음반)
《Girls On Top》은 보아가 한국에서 발매한 5번째 정규 앨범이다. 한국에서 4집《My Name》 이후 1년 만에 발매된 이 앨범에는 타이틀 곡인 "Girls On Top"과 후속곡 "MOTO", 보아가 직접 출연한 서울우유 CF에 쓰인 발라드 "오늘 그댈 본다면 (If You Were Here)" 등 총 13곡이 수록되어 있다.

## 음반 작업
앨범의 타이틀 곡 "Girls On Top"은 보아의 데뷔 곡인 "ID; Peace B"를 작곡한 유영진이 작사·작곡한 곡으로 남성 우월주의적인 표현들과 남성 중심의 사고에 대항하고, 그것을 거부하는 강한 외침을 담고 있는 곡이다. 보아는 이 곡으로 6월 말부터 8월 초까지 활동하며 《SBS 인기 가요》에서 1위에 해당하는 뮤티즌 송을 3주 연속으로 수상하기도 했다. 이 곡을 작곡한 유영진은 이외에도 이 앨범에 "Do You Love Me? (둘이 함께)"의 작사·작곡을 맡았다.
후속곡인 "MOTO"는 힙합 리듬이 가미된 댄스 곡이다. "My Name"을 작곡한 Kenzie가 작곡하고, 보아도 이 곡의 작사에 참여했다. 이 곡의 안무에 있는 일명 '파닥파닥 춤'이 화제가 되기도 했다. 그리고 보아는 '파닥파닥 춤'으로 허리가 1인치 줄어들었다고 했다. 앨범의 8번째 트랙인 "공중 정원 (Garden in the Air)"도 Kenzie가 작곡했다.
마지막 트랙인 "가을 편지"는 리메이크 곡으로, 고은 시인의 시에 가수 김민기가 곡을 붙여 양희은, 최양숙, 박효신 등 많은 가수들이 이 곡을 불렀기 때문에 대다수의 사람들에게 익숙한 곡이다. 보아는 이 곡을 강릉 오죽헌에서 뮤직 비디오를 촬영하며 녹음했다.
2005년 8월 17일에는 후속곡 "MOTO"의 버전으로 《MOTO》라는 이름의 리패키지 앨범이 발매되기도 했지만, 앨범 전체가 초판과 다른 것은 아니고 단순히 겉을 싸고 있던 종이 커버만 바뀐 형태이다.

## (5집) 방송 출연 목록
| 5집 Girls on top                 |                                                 |                                                     |
| 2005년 6월 26일                  | SBS 인기가요                                    | 컴백스페셜 Moto + Do you love me? + Girls on top    |
| 2005년 6월 30일                  | Mnet M Countdown                                | Gilrs on top + MOTO                                 |
| 2005년 7월 1일                   | KM 쇼뮤직탱크                                   |                                                     |
| 2005년 7월 2일                   | CCTV 북경올림픽 유치기념‘손에 손잡고 북경 2005’ |                                                     |
| 2005년 7월 3일                   | KBS 뮤직뱅크                                    |                                                     |
| 2005년 7월 3일                   | SBS 인기가요                                    |                                                     |
| 2005년 7월 5일                   | MBC 라디오 타블로, 조정린의 친한친구            |                                                     |
| 2005년 7월 7일                   | Mnet M Countdown                                |                                                     |
| 2005년 7월 7일                   | SBS 라디오 박용하의 텐텐클럽                    |                                                     |
| 2005년 7월 8일                   | SBS 대종상 영화제                               | WE, Girls on top                                    |
| 2005년 7월 9일                   | MBC 음악캠프                                    | 컴백스페셜 Moto + Girls on top                      |
| 2005년 7월 9일 (7월 4일 녹음)    | MBC 라디오 정선희 정오의 희망곡                 |                                                     |
| 2005년 7월 9일 (7월 5일 녹음)    | SBS 라디오 장근석의 영스트리트                  | BoA 일일DJ                                          |
| 2005년 7월 10일 (7월 9일 녹화)   | SBS i-Concert                                   |                                                     |
| 2005년 7월 12일                  | SBS 라디오 최화정의 파워타임                    |                                                     |
| 2005년 7월 13일                  | SBS 라디오 유리상자의 뷰티플데이즈              |                                                     |
| 2005년 7월 15일 (7월 13일 녹음)  | KBS 라디오 봄여름가을겨울의 브라보 마이라이프   |                                                     |
| 2005년 7월 15일 (7월 12일 녹음)  | KBS 라디오 이소라의 밤을 잊은 그대에게          |                                                     |
| 2005년 7월 16일                  | MBC 음악캠프                                    |                                                     |
| 2005년 7월 17일                  | SBS 인기가요                                    |                                                     |
| 2005년 7월 17일                  | KBS 뮤직뱅크                                    |                                                     |
| 2005년 7월 20일                  | SBS 라디오 DJ처리의 아자!아자!                  |                                                     |
| 2005년 7월 21일                  | KBS 라디오 최강희의 볼륨을 높여요               | 21일,28일,8/4일 3주분 녹음                          |
| 2005년 7월 22일 (7월 12일 녹음)  | MBC 라디오 박경림의 심심타파                    |                                                     |
| 2005년 7월 22일                  | KM 쇼뮤직탱크                                   |                                                     |
| 2005년 7월 23일                  | MBC 음악캠프                                    |                                                     |
| 2005년 7월 24일                  | SBS 인기가요                                    |                                                     |
| 2005년 7월 24일                  | KBS 뮤직뱅크                                    |                                                     |
| 2005년 7월 24일 (7월 20일 녹음)  | KBS 라디오 3시와 5시사이                        |                                                     |
| 2005년 7월 24일 (7월 19일 녹화)  | KBS 열린음악회                                  |                                                     |
| 2005년 7월 25일                  | KBS 문화지대 김윤지의 사람                      |                                                     |
| 2005년 7월 27일                  | MBC 울산 써머페스티벌                           |                                                     |
| 2005년 7월 28일                  | Mnet M Countdown                                |                                                     |
| 2005년 7월 28일 (7월 21일 녹음)  | KBS 라디오 최강희의 볼륨을 높여요               |                                                     |
| 2005년 7월 29일                  | SBS 인기가요                                    |                                                     |
| 2005년 7월 29일                  | 2005 서울 뮤직 페스티벌                         |                                                     |
| 2005년 7월 30일                  | MBC 음악캠프                                    |                                                     |
| 2005년 7월 30일                  | MBC 라디오 FM4U 여름음악 페스티벌               | 공개방송                                            |
| 2005년 7월 31일                  | SBS 인기가요                                    |                                                     |
| 2005년 8월 1일                   | Mnet Scool of 樂                                | Moto, Girls on Top, No.1                            |
| 5집 리팩키지 MOTO                |                                                 |                                                     |
| 2005년 8월 2일                   | SBS 김윤아의 뮤직웨이브                         | Moto, 공중정원                                      |
| 2005년 8월 4일 (7월 21일 녹음)   | KBS 라디오 최강희의 볼륨을 높여요               |                                                     |
| 2005년 8월 7일                   | KBS 뮤직뱅크                                    |                                                     |
| 2005년 8월 7일                   | MBC 대한민국 음악축제                           | 속초 야외무대 Moto, No.1, 흐린 기억속의 그대        |
| 2005년 8월 13일                  | SBS 라디오 DJ처리의 아자!아자!                  |                                                     |
| 2005년 8월 14일                  | SBS 인기가요                                    |                                                     |
| 2005년 8월 17일 (8월 11일 녹화)  | KM 멜론콘서트                                   | 부산공연 Girls on top, 숨, 공중정원, Moto           |
| 2005년 8월 20일 (8월 12일 녹화)  | Mnet Mnet Special                               | 부산 해운대 《광복60주년 국민콘서트》               |
| 2005년 8월 21일                  | SBS 인기가요                                    |                                                     |
| 2005년 8월 21일                  | KB 콘서트                                       |                                                     |
| 2005년 8월 27일                  | KM 쇼뮤직탱크                                   |                                                     |
| 2005년 8월 28일 (8월 9일 녹화)   | kBS 열린음악회                                  | Moto, Valenti + No.1                                |
| 2005년 9월 3일                   | KM 쇼뮤직탱크                                   |                                                     |
| 2005년 9월 11일                  | SBS 인기가요                                    |                                                     |
| 2005년 9월 23일                  | MBC 인천 하늘음악회                             |                                                     |
| 2005년 9월 25일                  | SBS 인기가요                                    | 본방 후 미니팬미팅                                  |
| 2005년 10월 1일                  | YTN 청계천 새물맞이                             | Girls On Top + Moto + No.1                          |
| 2005년 10월 6일                  | SBS 부산국제영화제 개막식                       | Smoke gets in your eyes, Moto                       |
| 2005년 10월 13일                 | 2005 자연건강식품박람회                         | 건강홍보대사 위촉장 수여식                          |
| 2005년 10월 20일                 | 현대백화점 20주년 빅3 콘서트                    | Moto, Girls On Top, 공중정원 My Name, Valenti, No.1 |
| 2005년 11월 18일                 | APEC 정상만찬 문화공연                          | No.1                                                |
| 2005년 12월 25일 (12월 6일 녹화) | MBC 한일 우정의 해 기념 콘서트                  | Girls on top, Moto, 메리크리                        |
| 연말 시상식                      |                                                 |                                                     |
| 2005년 11월 1일                  | inet 제12회 대한민국 연예예술상 시상식          |                                                     |
| 2005년 11월 27일                 | Mnet KM 뮤직비디오 페스티벌                     | 여자솔로가수상 수상                                 |
| 2005년 12월 29일                 | SBS 가요대전                                    | 본상 수상, Girls on top                             |

## 수록곡 목록
CD
1. MOTO (3:06)
  - 작사 : BoA, Kenzie / 작곡 : Kenzie / 편곡 : Kenzie
2. Do You Love Me? (둘이 함께) (3:32)
  - 작사 : 유영진 / 작곡 : 유영진 / 편곡 : 유영진
3. Girls On Top (3:38)
  - 작사 : 유영진 / 작곡 : 유영진 / 편곡 : 유영진
4. 오늘 그댈 본다면(If you were here) (3:39)
  - 작사 : 김영후 / 작곡 : JoJo Bee for Xperimental Music, Tiara Lemaks for Xperimental Music / 편곡 : "Great Dane Productions" for Xperimental Music
  - 「서울우유」 "서울이 좋다 - BoA편" CM송
5. Love Can Make a Miracle (3:43)
  - 작사 : BoA / 작곡 : SAMUEL WAERMOE, WAERM MIMMI, MARCUS ENGL F / 편곡 : 안익수
6. Addiction(집착) (4:05)
  - 작사 : 진영진 / 작곡 : Jamie Jones for Mimi's Music Man Production & Xperimental Music, Jason Pennock for JRP Music & Xperimental Music, Makisha Davis for Xperimental Music / 편곡 : "The Heavyweights" for Xperimental Music
7. Freak In Me (3:27)
  - 작사 : BoA / 작곡 : Charlotte Eiram / 편곡 : 안익수
8. 공중정원(Garden In The Air) (3:51)
  - 작사 : Kenzie / 작곡 : Kenzie / 편곡 : Kenzie
9. I Spy (3:19)
  - 작사 : 홍지유 / 작곡 : Hayden Bell, Palmer-Clarke Lyndelle, Eric Amarillo, Michael Feiner  / 편곡 : 안익수
10. Can't Let Go (3:58)
  - 작사 : Kenzie / 작곡 : DANE DEVILLER, SEAN HOSEIN, Pamela Sheyne / 편곡 : Kenzie
11. Heroine(시선) (3:08)
  - 작사 : 신지원 / 작곡 : Vincent Degiorgio, Quint Starkie, Micke Lundh / 편곡 : 안익수
12. 숨...(Breathe Again) (4:29)
  - 작사 : 하정호 / 작곡 : 하정호 / 편곡 : 장세원
13. 가을편지 (0:50)
  - 작사 : 고은 / 작곡 : 김민기

Bonus Track
1. Girls On Top (中文版Ver./Chinese Version) - 홍콩,대만 라이센스 보너스 트랙(Bonus Track)

홍콩/대만 라이센스 VCD 수록 내용
1. Girls On Top MV
2. MOTO MV
3. 寶兒女孩天下音樂特輯

일본 라이센스 DVD 수록 내용
1. Girls On Top MV
2. MOTO MV